# اچ‌ام‌اس فالموس (۱۶۹۳)
اچ‌ام‌اس فالموس (۱۶۹۳) (به انگلیسی: HMS Falmouth (1693)) یک کشتی بود که طول آن ۱۲۴ فوت (۳۷٫۸ متر) بود.